# Arnaud Danjean
Arnaud Danjean (ur. 11 lutego 1971 w Louhans) – francuski polityk, dyplomata i funkcjonariusz wywiadu, poseł do Parlamentu Europejskiego VII, VIII i IX kadencji.

## Życiorys
Absolwent Instytutu Nauk Politycznych w Paryżu.
W latach 90. został zatrudniony w Dyrekcji Generalnej Bezpieczeństwa Zewnętrznego, francuskiej agencji wywiadu wojskowego i strategicznego. Między 1995 i 1996 odbył szereg misji do Sarajewa, m.in. w trakcie oblężenia miasta przez wojska serbskie. Później pozostawał stałym rezydentem francuskiej ambasady w stolicy Bośni i Hercegowiny. Wrócił do kraju w 2000, w wieku 29 lat został uhonorowany Kawalerią Orderu Narodowego Zasługi. Pracował następnie w Ministerstwie Spraw Zagranicznych, m.in. jako reprezentant MSZ przy ONZ w Genewie i doradca ministrów.
W 1991 został członkiem gaullistowskiego Zgromadzenia na rzecz Republiki, z którym w 2002 przystąpił do Unii na rzecz Ruchu Ludowego. W 2007 bez powodzenia kandydował do Zgromadzenia Narodowego, przegrywając z dotychczasowym posłem socjalistów. Dwa lata później z listy UMP uzyskał mandat eurodeputowanego VII kadencji. W PE objął stanowisko przewodniczącego Podkomisji Bezpieczeństwa i Obrony. W 2014 i 2019 był wybierany na kolejne kadencje Europarlamentu.